# 허니문 호텔 살인사건
"허니문 호텔 살인사건"은 2016년에 개봉한 대한민국 & 중국의 합작 영화이다.

## 캐스팅
- 김영민
- 장징추
- 하윤동
- 임달화
- 예홍결